# Tipula (Emodotipula) hintoniana
Tipula (Emodotipula) hintoniana is een tweevleugelige uit de familie langpootmuggen (Tipulidae). De soort komt voor in het Oriëntaals gebied.